# Радосць (Підкарпатське воєводство)
Радосць (пол. Radość) — село в Польщі, у гміні Дембовець Ясельського повіту Підкарпатського воєводства.
У 1975-1998 роках село належало до Кросненського воєводства.